# Phosphatidylcholine

Exemple de phosphatidylcholine, la palmitoyl-oleyl-sn-phosphatidylcholine. En général, une lécithine comporte un acide gras saturé et un autre insaturé.

La phosphatidylcholine, qui est parfois confondue avec "la"  « lécithine », est un lipide de la classe des  phosphoglycérides. La définition exacte de la lécithine peut dépendre du contexte. Au sens le plus strict, les lécithines désignent uniquement les phosphatidylcholines,, c'est-à-dire des lipides dont la molécule est composée d'un résidu de choline, d'un groupe phosphate, d'un résidu de glycérol et de deux résidus d'acides gras (figure). Il faut donc parler des lécithines, car il ne s'agit pas d'un seul composé,  mais d'un groupe de composés dont la composition en résidus d'acides gras est variable.
Le terme de « lécithine » est aussi utilisé par extension pour désigner l'ensemble des phospholipides extraits du vivant (par exemple le soja), dans la mesure où ils sont majoritairement constitués de phosphatidylcholine. Ils sont utilisés en grande quantité par l'industrie agroalimentaire comme émulsifiants.
La dénomination lécithine a été forgée au milieu du XIXe siècle par Théodore Gobley, pharmacien et chimiste français, en référence au mot grec lekithos, qui désigne le jaune d'œuf, duquel il avait extrait initialement une substance phosphorée (1847), dont il montra par la suite la présence également dans les substances graisseuses (telles la laitance des poissons, la bile et le sang veineux) et les tissus cérébraux de divers animaux et enfin de l'Homme. Gobley aboutit, à l'issue de près de trente années de travaux, à une compréhension de sa structure chimique (1874), qui devint le prototype d'une vaste classe nouvelle de composés.

## Structure
La phosphatidylcholine possède (cf. figure jointe au-dessus) :
- un pôle hydrophile : la choline et le groupe phosphate ;
- une queue hydrophobe : les résidus  d'acides gras (ici, les résidus d'acides palmitique et oléique).

Le groupe phosphate est chargé négativement, tandis que la choline est chargée positivement. La phosphatidylcholine est donc zwitterionique.
Étant à la fois hydrophile et lipophile, c'est un tensioactif (émulsifiant), son équilibre hydrophile-lipophile (HLB) peut varier entre 2 et 8 selon les résidus d'acides gras de la queue hydrophobe.

## Biologie
La phosphatidylcholine et phosphatidyléthanolamine (PE)  sont les plus abondants phospholipides dans les membranes cellulaires de mammifères. 
La phosphatidylcholine est naturellement produite par le foie. C'est un important constituant de la bile, dans laquelle elle émulsionne les graisses présentes dans le duodénum. En effet, elle permet la dissolution des graisses dans l'eau contenant les enzymes nécessaires à leur digestion. Elle est aussi nécessaire, en plus des sels biliaires, pour empêcher que les gouttelettes lipidiques ne se ré-associent et fusionnent par coalescence.
En tant que phospholipide, elle participe à la membrane des cellules (25-30%). C'est un composant essentiel du système nerveux qui constitue près de 30 % du poids sec du cerveau et 15 % des nerfs bien que la phosphatidylsérine et les plasmalogènes soient plus abondants dans le système nerveux central.
Cette molécule qui est à la fois un phospholipide et un glycérolipide est aussi retrouvée sur le surfactant pulmonaire et c'est une molécule électriquement neutre à pH physiologique (7)
La phosphatidylcholine est un des principaux lipides trouvés dans le jaune d'œuf.

## Utilisation industrielle
Diverses lécithines ont fait l'objet de recherches médicales. Les lécithines sont utilisées comme émulsifiants dans l'industrie agroalimentaire. Leur numéro E est le 322, qui comprend deux sous-groupes : E322i pour les lécithines directement extraites de produits animaux ou végétaux et E322ii pour les lécithines partiellement hydrolysées. Leur HLB varie généralement de 2 à 8.
Elles sont depuis au moins les années 1990 majoritairement extraites du soja. Les lécithines de soja sont des émulsifiants très largement utilisés par exemple dans certaines recettes de chocolat ou de pâtes à tartiner pour améliorer l'homogénéité des ingrédients, et dans une multitude d'autres produits alimentaires.[réf. nécessaire]

## Recherche médicale
Le métabolisme des phosphatidylcholines fait l'objet de recherche médicale. Elles sont également utilisées en recherche fondamentale pour étudier les membranes cellulaires et les protéines membranaires. Sur le plan clinique, une publication de 2006 fait état de l'intérêt d'une variété de lécithine d'origine marine dans le psoriasis.

## Santé

### Démence
Une revue systématique des essais cliniques chez l'homme réalisée en 2009 a révélé qu'il n'y avait pas suffisamment de preuves pour confirmer l'efficacité de la lécithine ou phosphatidylcholine dans le traitement de la démence. L'étude a conclu qu'un bénéfice modéré ne pouvait cependant pas être exclu jusqu'à ce que d'autres études à plus grande échelle soient réalisées.

### Lipolyse
Bien que la phosphatidylcholine ait été étudiée comme une alternative à la liposuccion, aucune étude évaluée par des pairs n'a démontré une efficacité comparable,. L'injection de phosphatidylcholine dans les lipomes a été étudiée, mais les résultats sont mitigés,.

### Inflammation intestinale
Des études suggèrent que la prise orale de phosphatidylcholine entraînerait une diminution de l'activité de la rectocolite hémorragique.
À l'inverse, un communiqué de presse de L'Inserm en 2020  relayé par divers articles vulgarisateurs de la presse non scientifique (Journal des Femmes - Santé prêtait les mêmes méfaits à la gomme d'acacia) mentionnait que la lécithine, "parmi d'autres émulsifiants alimentaires industriels", pouvait favoriser le développement de certaines pathologies comme la maladie de Crohn ou la rectocolite hémorragique, or l'étude de référence en question publiée dans la revue Cell Reports en 2020 mentionnait de manière vague les émulsifiants alimentaires (Dietary Emulsifiers Directly Impact Adherent-Invasive E. coli Gene Expression to Drive Chronic Intestinal Inflammation), mais ne portait exclusivement que sur les effets étudiés du carboxyméthylcellulose(CMC) et du polysorbate-80(P80), la phosphatidylcholine (lécithine) ni aucun de ses analogues n'étant mentionnés dans le texte.

### Autres risques possibles pour la santé
Un rapport de 2011 a établi un lien entre les catabolites microbiens de la phosphatidylcholine et l'augmentation de l'athérosclérose chez les souris par la production de choline, d'oxyde de triméthylamine et de bétaïne. 